# Австралия на летних Олимпийских играх 1936
Австралия принимала участие в Летних Олимпийских играх 1936 года в Берлине (Германия) в восьмой раз за свою историю, и завоевала одну бронзовую медаль. Сборная страны состояла из 32 спортсменов (28 мужчин, 4 женщины), которые выступили в соревнованиях по 7 видам спорта.

## Медалисты
| Медаль | Спортсмен    | Вид спорта      | Дисциплина              |
| ------ | ------------ | --------------- | ----------------------- |
| Бронза | Джон Меткалф | Лёгкая атлетика | Мужчины, тройной прыжок |

## Результаты соревнований

### Академическая гребля
Соревнования в академической гребле на Играх 1936 года проходили с 11 по 14 августа. В следующий раунд из каждого заезда проходили несколько лучших экипажей (в зависимости от раунда и дисциплины). В финал выходили 6 сильнейших экипажей.
Мужчины
| Соревнование | Спортсмены | Предварительный заезд | Предварительный заезд | Предварительный заезд | Отборочный заезд | Отборочный заезд | Отборочный заезд | Полуфинал            | Полуфинал            | Полуфинал            | Финал                | Финал                |
| Соревнование | Спортсмены | Заезд                 | Время                 | Место                 | Заезд            | Время            | Место            | Заезд                | Время                | Место                | Время                | Место                |
| ------------ | ---------- | --------------------- | --------------------- | --------------------- | ---------------- | ---------------- | ---------------- | -------------------- | -------------------- | -------------------- | -------------------- | -------------------- |
| одиночки     | Сесил Пирс | 2                     | 7:27,0                | 4                     | 4                | 7:33,2           | 2                | завершил выступление | завершил выступление | завершил выступление | завершил выступление | завершил выступление |